# باولا فارس
باولا فارس (بالإنجليزية: Paula Faris)‏ هي صحفية أمريكية، ولدت في 26 أكتوبر 1975 في جاكسون في الولايات المتحدة.

## وصلات خارجية
- باولا فارس على موقع IMDb (الإنجليزية)